# Howe Sound
Der Howe Sound ist eine Bucht an der Straße von Georgia im Nordwesten von Vancouver. Sein Eingang befindet sich zwischen West Vancouver, im Greater Vancouver Regional District und Langdale, im Sunshine Coast Regional District. Die Bucht erstreckt sich etwa 42 km weit ins Land, bevor sie bei Squamish endet.
Im September 2021 wurde der Howe Sound Bestandteil des neu eingerichteten „Biosphärenreservat Atl'ka7tsme/Howe Sound“, einem UNESCO-Biosphärenreservat.

## Geographie
Am südlichen Ufer des Howe Sound verläuft der Sea to Sky Highway und verbindet verschiedene Gemeinden. Die größeren Gemeinden sind zuerst am Eingang der Bucht West Vancouver, in der Bucht dann als Nächstes Lions Bay und anschließend Britannia Beach sowie am Ende schließlich Squamish. Das nördliche Ufer ist weitgehend nur sehr dünn besiedelt, an größeren Gemeinden findet sich dort nur Langdale am Eingang zur Bucht.

### Inseln im Howe Sound
Im Howe Sound liegend folgende Inseln:
- Bowen Island
- Gambier Island
- Anvil Island
- Bowyer Island
- Defence Islands
- Hutt Island
- Keats Island

Weiterhin gibt es noch einige kleine und kleinste Insel, wie die Pasley Group, Christie Islet, Pam Rocks oder Woolridge Island. Diese kleinen und kleinsten Inseln sind teilweise im Privatbesitz oder es handelt sich um Indianer-Reservate.

## Geschichte
Die Geschichte des Howe Sound beginnt mit dem Erscheinen der First Nation vom Stamm der Squamish und der Shishalh. Die beiden Stämme, die zur Familie der Küsten-Salish gehören, siedelten und jagten in diesem Gebiet seit Jahrhunderten.
Mit der spanischen Erkundung der amerikanischen Westküste wurde diese Bucht im Jahr 1791 zuerst als Boca del Carmelo kartografiert. Bei der anschließenden englischen Erkundung durch Kapitän George Vancouver im Jahr 1794 erhielt sie dann ihren heutigen Namen nach dem Admiral der britischen Royal Navy Earl Howe. Ebenso wie der Howe Sound selber, sind auch die meisten Inseln im Sound nach Beteiligten an der Seeschlacht am Glorious First of June benannt.

## Wirtschaft
Seinen wirtschaftlichen Aufschwung nahm das Gebiet am Howe Sound mit der Entdeckung von Kupfer in der Gegend am Britannia Creek im Jahr 1888. Für Jahrzehnte sollten die Kupferminen die wirtschaftliche Grundlage im Gebiet des Howe Sound darstellen. Größere Minenunternehmungen begannen jedoch erst in den Jahren nach 1905. Sie sollten sich dann bis zum Jahr 1929 zur größten Kupfermine im Britischen Empire ausweiten. Nach dem Zweiten Weltkrieg begann dann der Rückgang der Produktion und im Jahr 1974 wurde die Mine geschlossen. Am 20. November 1987 wurde die ehemalige Mine, als Britannia Mines Concentrator, von der kanadischen Regierung zur National Historic Site of Canada erklärt. Heute liegt der Schwerpunkt der Wirtschaft auf der Holzwirtschaft und dem Tourismus.

## Biosphärenreservat Atl'ka7tsme/Howe Sound
Im September 2021 wurde der Howe Sound sowie große Teile der Umgebung nach dem Man and the Biosphere Programme (MAB) der UNESCO unter Schutz gestellt. Das Biosphärenreservat ist damit eines von derzeit 19 Biosphärenreservaten in Kanada.
Von dem rund 2187 km² großen Schutzgebiet sind etwa 16 % Wasserflächen. Das restliche Schutzgebiet umfasst die entsprechenden Inseln im Sound sowie die Landflächen entlang des Ufers. Das Biosphärenreservat umfasst dabei auch angrenzende Provincial Parks, bzw. Teile davon, wie dem Tetrahedron Provincial Park, dem Halkett Bay Marine Provincial Park, dem Cypress Provincial Park, dem Garibaldi Provincial Park oder dem Tantalus Provincial Park. Das vom Pazifischen Ozean beeinflusst Ökosystem beherbergt eine hohe Artenvielfalt mit über 700 Landtierarten, darunter Grizzlybären, Vielfraße und Weißkopfseeadler sowie Tausende von Meeresarten, darunter seltene Glasschwammriffe.
Der Vorschlag zur Errichtung des Schutzgebietes erfolgte in Abstimmung mit den ansässigen First Nations.